# Sartoris
Sartoris é um romance escrito por William Faulkner publicado em 1929. O livro retrata o declínio da aristocracia de Mississipi em virtude da Guerra de Secessão. A edição de 1929 é uma versão abreviada dos escritos originais de Faulker. O texto completo, portanto, foi publicado em 1972, sob o título de Flags in the Dust.
William Clark Faulkner, bisavô de Faulkner, serviu como modelo para o personagem Colonel John Srtoris. Faulker, além disso, desenvolveu os demais personagens com base nas pessoas que moravam na sua cidade natal, em Oxford. Seu amigo Ben Wasson foi representado pro Horace Benbow, enquanto o irmão de Faulker, Murry, foi a inspiração para a versão de jovem de Bayard Sartoris.